# Politisk samliv (regering)
Politisk samliv (fransk: Cohabitation) er et system med delt regeringsregeringsmagt, der forekommer i semipræsidentielle systemer, f.eks. i Frankrig, når præsidenten er fra et andet politisk parti end flertallet af parlamentsmedlemmerne. 
Det sker, fordi et sådant system tvinger præsidenten til at udnævne en premierminister, som skal være acceptabel for flertalspartierne i parlamentet. Politisk samliv opstår således på grund af tvedelingen i den udøvende magt: en magtfuld folkevalgt præsident og en premierminister, der skal have flertal i parlamentet.
Politisk samliv i Frankrig fandt sted i 1986–1988, 1993–1995 og 1997–2002. Præsidenten stod over for et flertal i Nationalforsamlingen, der var i  opposition til ham, og han måtte vælge sin regering blandt Nationalforsamlingens flertal.

## Mitterrand - Chirac-perioden (1986–1988)
Efter Nationalforsamlingsvalget i 1986 blev præsident François Mitterrand tvunget til at udnævne Jacques Chirac (RPR), som premierminister for en regeringskoalition mellem Rassemblement pour la République (RPR) og Union pour la démocratie française (UDF). 
Under hele det politiske samliv mellem Mitterrand og Chirac fokuserede præsidenten på sine udenrigspolitiske pligter (udenrigs- og forsvarspolitikken), og han tillod stort set Chirac at kontrollere indenrigspolitikken. Da Mitterrand var blevet fjernet fra indenrigspolitikken, begyndte Chirac at rulle mange af Mitterrands venstreorienterede reformer tilbage, bl.a. ved at sænke skatterne og privatisere mange statslige virksomheder. Der var dog spændte øjeblikke, som når Mitterrand nægtede at underskrive dekreter (præsidentiel lovgivning uden om partalemtet), der rullede reformerne tilbage. De betød, at Chirac blev nødt til at få Nationalforsamlingen og Senatet til udtrykkeligt at vedtage sine lovforslag[1].
Da  Mitterrand blev genvalgt i 1988, udskrev han nyvalg til Nationalforsamlingen, der blev vundet af et venstreorienteret flertal, som varede i de næste fem år. 

## Mitterrand – Balladur–perioden (1993-1995)
I 1993 befandt præsident Mitterrand sig i en lignende stilling, da højrefløjen vandt 80% flertal i valger til nationalforsamlingen. 
Endnu en gang blev han tvunget til at udpege et oppositionsmedlem fra Rassemblement pour la République (RPR) og Union pour la démocratie française (UDF). Denne gang udnævnte han Édouard Balladur (RPR) til posten som premierminister. Balladur fik posten, fordi Chirac var fokuseret på at stille op som præsident i stedet for at blive premierminister for tredje gang. Balladur var premierminister indtil 18. maj 1995, da Jacques Chirac tiltrådte som præsident.

## Chirac–Jospin–periode (1997-2002)
I 1995 blev den højreorienterede leder Jacques Chirac (RPR) valgt som præsident og dermed som efterfølger for Mitterrand. 
Højrefløjen havde et flertal i nationalforsamlingen, og Chirac var i stand til at udnævne sin partifælde Alain Juppé (RPR) som premierminister. Juppé repræsenterede Union pour la France (dvs. Bevægelsen for Repuplikken (RPR) og Unionen for fransk demokrati (UDF)). Denne koalition kunne havde fortsat mindst til det ordinære valg til nationalforsamlingen i 1998. 
I 1997 tog præsident Chirac imidlertid en strategisk set uheldig beslutning om at opløse nationalforsamlingen og udskrive valg før tiden. 
Forsamlingen fik et venstreorienteret flertal, og Chirac blev tvunget til at udnævne Lionel Jospin (PS) til premierminister for en venstreorienteret regering (Gauche plurielle eller Majorité plurielle) af Socialistpartiet (PS), Kommununistpartiet (PCF), Det radikale Venstreparti (PRG), Borgerbevægelsen (MDC), De Grønne (LV) og Diverse venstre (DVG). I nationalforsamlingen fordelte regeringens 319 støttere sig med 242 i den Den socialistiske gruppe, 36 i Den kommunistiske gruppe og 33 i Den radikale gruppe (radikale, borgerbevægelse og grønne). De 15 fra Diverse Venstre fordelte med 8 til Den socialistiske gruppe og 7 til Den radikale gruppe.
Jospin forblev premierminister indtil valget i 2002, hvilket gjorde, at denne tredje politiske samlivsperiode varede i fem år – den længste nogensinde. Chirac kaldte dette en tilstand af lammelse, og fandt det særligt vanskeligt at samarbejde med Nationalforsamlingen.
Med Jospin som premierminister var Chiracs politiske indflydelse begrænset, og han havde ikke noget at sige om række større reformer, der blev indført af det venstreorienterede flertal. Dette omfattede loven fra 1998 om at forkorte arbejdsugen fra 39 til 35 timer. Denne lov trådte i kraft i 2000.